# Schellweiler
Schellweiler település Németországban, Rajna-vidék-Pfalz tartományban. Lakosainak száma 498 fő (2023. december 31.).

## Népesség
A település népességének változása:
| Lakosok száma | 388  | 510  | 494  | 484  | 502  | 493  | 498  |
|               | 1900 | 1975 | 2017 | 2019 | 2021 | 2022 | 2023 |